# Фінал кубка Англії з футболу 1904
Фінал кубка Англії з футболу 1904 — 33-й фінал найстарішого футбольного кубка у світі. Учасниками фіналу були «Манчестер Сіті» і «Болтон Вондерерз». Володарем кубкового трофею став «Манчестер Сіті».

## Шлях до фіналу
| «Манчестер Сіті» | «Манчестер Сіті» | «Манчестер Сіті»                        | Раунд        | «Болтон Вондерерз» | «Болтон Вондерерз» | «Болтон Вондерерз»                      |
| ---------------- | ---------------- | --------------------------------------- | ------------ | ------------------ | ------------------ | --------------------------------------- |
| Суперник         | Результат        | Матчі                                   |              | Суперник           | Результат          | Матчі                                   |
| «Сандерленд»     | 3—2              | 3—2 вдома                               | Перший раунд | «Редінг»           | 4—3                | 1—1 на виїзді, 3—2 вдома (перегравання) |
| «Вулвіч Арсенал» | 2—0              | 2—0 на виїзді                           | Другий раунд | «Саутгемптон»      | 4—1                | 4—1 вдома                               |
| «Мідлсбро»       | 3—1              | 0—0 вдома, 3—1 на виїзді (перегравання) | Третій раунд | «Шеффілд Юнайтед»  | 2—0                | 2—0 на виїзді                           |
| «Венсдей»        | 3—0              | 3—0 на нейтральному полі                | 1/2 фіналу   | «Дербі Каунті»     | 1—0                | 1—0 на нейтральному полі                |

## Матч
| 23 квітня 1904 |

| Манчестер Сіті | 1:0      | Болтон Вондерерз |
| -------------- | -------- | ---------------- |
| Мередіт 23'    | Протокол |                  |

| Крістал Пелес, Лондон Глядачів: 61 374 Арбітр: А.Дж.Баркер |

|  |  |

|                  |  |                   |  |
|                  |  |                   |  |
| В                |  | Джек Гіллман      |  |
| З                |  | Джонні Макмагон   |  |
| З                |  | Герберт Берджесс  |  |
| ПЗ               |  | Семмі Фрост       |  |
| ПЗ               |  | Томмі Гіндс       |  |
| ПЗ               |  | Самюель Ашворт    |  |
| Н                |  | Біллі Мередіт (к) |  |
| Н                |  | Джордж Лівінгстон |  |
| Н                |  | Біллі Гілеспі     |  |
| Н                |  | Сенді Тернбулл    |  |
| Н                |  | Френк Бут         |  |
| Головний тренер: |  |                   |  |
| Том Мейлі        |  |                   |  |

|                  |  |                 |  |
|                  |  |                 |  |
| В                |  | Дей Дейвіс      |  |
| З                |  | Вільям Браун    |  |
| З                |  | Боб Стратерс    |  |
| ПЗ               |  | Роберт Кліффорд |  |
| ПЗ               |  | Сем Грінхалг    |  |
| ПЗ               |  | Арчі Фріберн    |  |
| Н                |  | Девід Стоукс    |  |
| Н                |  | Семюель Марш    |  |
| Н                |  | Біллі Єнсон     |  |
| Н                |  | Волтер Вайт     |  |
| Н                |  | Боб Тейлор      |  |
| Головний тренер: |  |                 |  |
| Джон Соммервіль  |  |                 |  |